# Stjepan Tomašević Kotromanić
Stjepan Tomašević Kotromanić (1438. – Jajce, 5. lipnja 1463.), posljednji kralj Bosne koji je vladao od 10. srpnja 1461. do 5. lipnja 1463. i posljednji srpski despot od 1. travnja 1459. do 21. lipnja 1459. godine.

## Životopis
Stjepan Tomašević je bio sin kralja Stjepana Tomaša i krstjanske Vojače koja je bila iz sela Lug u Rami. Nakon što je Stjepan Tomaš proglašen kraljem Bosne, Vojača nije bila smatrana podobnom za titulu bosanske kraljice, pa je Stjepan Tomaš stoga tražio ženu višeg roda. Kako je Vojači već bio obećao brak, što se u Katoličkoj crkvi, kojoj je Stjepan Tomaš pripadao, smatralo predbračnim ugovorom, papa Eugen IV. je morao razriješiti to obećanje. Stjepan Tomaš je zatim oženio Katarinu Kosaču, kćer herceg Stjepana Kosače, koja je tim brakom postala bosanska kraljica i maćeha Stjepana Tomaševića.

### Srpski despot
Dana 1. travnja 1459. Stjepan Tomašević je oženio Jelenu Branković, dvanaestogodišnju kćerku srpskog despota Lazara i bizantske princeze Jelene koja je nakon muževe smrti ostala de facto vladar Srbije. Brak je sklopljen kako bi Stjepan Tomašević preko nje dobio pravo na srpsku despotovinu, a bračne pregovore vodili su Jelenina majka, tada već udovica, i kralj Stjepan Tomaš.
Stjepan Tomašević je isto tako bio zaručen za izvanbračnu kćerku milanskog vojvode Francesca Sforze, najvjerojatnije Drusijanu, ali su ove zaruke prekinute. O tom njegov otac obavještava njegovog nesuđenog punca pismom 1. svibnja:
"Sada obznanjujem vašu jasnost, da je moj preljubljeni sin, svijetli Stjepan, na osmicu iza Uskrsa uzeo za ženu kćer nekadanjega despota Lazara, te je preuzeo čitavo njegovo vladanje u Ugarskoj i Raškoj, u koliko je Turci nisu još osvojili; uz to je po prejasnom kralju ugarskom Matijašu učinjen despotom na mjesto svoga pokojnoga tasta Lazara, i to složnom voljom svih Rašana."
Međutim, iste godine je Osmansko Carstvo osvojilo ostatak srpske države, te su se Stjepan Tomašević i Jelenu sklonili na dvor njegovog oca.

### Bosanski kralj
Kralj Stjepan Tomaš umro je iznenada u ljetu 1461. godine, a njegov sin Stjepan Tomašević je odmah preuzeo vlast u kraljevstvu. Kako je po rođenju bio prijestolonasljednik, nitko mu nije osporavao pravo na prijestolje. Kako mu je majka Vojača već bila umrla, proglasio je svoju maćehu Katarinu svojom majkom.
Stjepan Tomašević je ubrzo zatim poslao izaslanstvo papi Piju II. sa sljedećim pismom:
Kralj Bosne, tvoj sin, preblaženi oče, poslao nas je k tebi i naredio da ti u njegovo ime prenesem ovo: Pouzdano sam saznao da će Mehmed, koji vlada Turcima, sljedećeg ljeta protiv mene pokrenuti pogibeljni rat te već priprema ljudstvo i ratne strojeve. Budući da nisam taj koji bi mogao odoljeti tako snažnom napadu, molio sam Ugre i Mlečane i Jurja Albanca da mi priteku u pomoć. Isto molim i tebe ali ne tražim brda zlata. Želim da moji neprijatelji i moje stanovništvo doznaju da nisam bez tvoje naklonosti, jer ako Bosanci znaju da u ratu neću biti sam, žešće će se boriti, pa se Turci neće usuditi prodrijeti u moje zemlje kojima je pristup vrlo težak, a tvrđave su na mnogim mjestima gotovo neosvojive. Tvoj predšasnik Eugen dao je krunu mome ocu i želio je u Bosni podići neke biskupske crkve. Otac je to odbio da ne navuče mržnju Turaka; bio je, naime, novi kršćanin i još nije bio istjerao manihejce iz kraljevstva. Ja sam pak u djetinjstvu kršten i naučio latinski te sam kršćansku vjeru čvrsto prihvatio (i) ne bojim se onoga čega se otac bojao. Želim da mi pošalješ krunu i svete biskupe, što će biti znak da me nećeš napustiti kada navali težina rata: od tebe okrunjen, podanicima ću pružati nadu, neprijateljima strah.
U Bosnu je stigla papina delegacija u Jajcu, najvjerojatnije 1. studenog 1461., te svečano okrunila Stjepana Tomaševića za kralja. Papa Pio II. je 7. studenog 1461. podijelio privilegij dobivanja oprosta onima koji pohode crkvu sv. Marije u Jajcu te, na zamolbu novoga kralja, istoga dana zaštitnikom Bosanskoga Kraljevstva proglasio svetog Grgura Čudotvorca.
Kao znak podrške papa Pio II. poslao mu je krunu kojom je u Crkvi svete Marije u Jajcu u studenom 1461. godine okrunjen za bosanskog kralja od papinog delegata.
Stjepan Tomašević je priznavao prevlast hrvatsko-ugarskog kralja Matije Korvina, nadajući se obećanoj pomoći. Stoga je 3. lipnja 1462. otkazao sultanu Mehmedu II. plaćanje danka. Na početku 1463. godine obratio se opet Mlecima upozoravajući ih da Osmanlije smjeraju tog ljeta zauzeti svu Bosnu, a da će nakon toga zaprijetiti i mletačkim posjedima u Dalmaciji.

### Pad Bosne
Velika osmanska vojska pod vodstvom Mehmeda II. Osvajača okupila se u proljeće 1463. u Adrianopolu (Edirnu) i krenula na Bosnu. Kralj Stjepan Tomašević je pobjegao iz kraljevskoga grada Bobovca, koji je bez otpora predao zapovjednik Radak 20. svibnja 1463. godine. Stjepan Tomašević se najprije sklonio u Jajce, a onda u utvrđeni grad Ključ na Sani. Tu se Mehmet-paša Anđelković pismeno i pod zakletvom obvezao da će mu poštedjeti život i pustiti da slobodno ide kamo hoće ako preda grad. Kad se nakon pregovora predao, zarobio ga je i odveo sultanu Mehmedu II. u Jajce, koji ga je natjerao da potpiše naredbu svim zapovjednicima da predaju gradove Osmanlijama. Ujedno je sultan Mehmed II. zakletvu proglasio nevaljanom i u svom taboru pred Jajcem 25. svibnja dao pogubiti Stjepana Tomaševića, njegovog strica Radivoja i mnogo bosanske vlastele. Tako je smrću posljednjega bosanskog kralja Bosna izgubila svoju samostalnost i postala osmanski Bosanski sandžak.

### Obitelj
Stjepan Tomašević se dan 1. travnja 1459. godine vjenčao s Jelenom. Jelena je imala dvanaest godina kada se udala, a šesnaest kada je postala udovica. Da je Jelena rodila dijete, ona bi najvjerojatnije umrla od posljedica poroda jer je bila jako mlada. Treba napomenuti da je njena sestra Milica u dobi od četrnaest godina rodila sina Karla Toccu i da je umrla od porođaja. Najvjerojatnije je da Stjepan Tomašević nije imao djecu, ali izvori navode da su imali dvoje djece. Ako su ta djeca postojala onda su ili pogubljena dok su bili u dobi od 3 – 4 godine ili su prevedena na islam.

## Mučeništvo
S iznuđenim pismom zarobljenoga bosanskog kralja Stjepana Tomaševića, Turci su zauzeli oko 70 tvrdih bosanskih gradova i u njih stavili svoje posade. Sultan Mehmed II. pogubio je kralja Tomaševića pod Jajcem.  
Austrijski povjesničar Joseph von Hammer-Purgstall u svojoj Povijesti osmanlijske države, kaže kako je stari šeik Ali Bestami kralju, kad su ga doveli u sultanov šator, bez ikakvog naloga odrubio glavu, da se time udvori svome sultanu. 
Prema Ćiri Truhelki kralj je pogubljen poslije 29. svibnja, a prije 10. lipnja 1463. godina. Ako se pretpostavi da je najvećom brzinom iz Bosne u Mletke vijest išla pet dana, može se uzeti da je kralj ubijen 5. lipnja. Salih Sidki Hadžihusejnović Muvekit u djelu Tarih-i Bosna piše kako je sultan pokušao kralja ubiti svojom rukom, a kad to nije uspio, predao ga krvnicima. Gianantonio Bommani u djelu Storia della Dalmazia, Croazia e Bosna kaže da su nesretnome kralju živome kožu zderali te ga onda privezali za kolac i postavili na nišan streljačima.

## Kraljev greb
Ćiro Truhelka koncem 19. stoljeća zabilježio je predaju o smrti posljednjeg bosanskog kralja Stjepana Tomaševića:
Pripovijeda se da su kralju kožu zderali i od nje napravili bubnjeve u koje su udarali dok su nosili kralja pokopati.   
Ćiro Truhelka je 1888. god. istražio grob koji jajački narod zove Kraljev greb. Kraljev greb je, po narodnoj vjeri, čudotvoran, jer narod, i katolički i muslimanski, oko Jajca vjeruje, da će pomoći u nekim bolestima ako se nadgrobni kamen tri puta obiđe.
Posmrtni ostaci kralja Stjepana Tomaševića pohranjeni su u Franjevačkom samostanu u Jajcu. Za vrijeme rata u Bosni i Hercegovini 1992. lijes s posmrtnim ostatcima kralja Tomaševića sklonjen je u Split, a 1998. vraćen je Franjevački samostan u Jajcu. Tradicija hodočašća Kraljevom grebu traje i u naše vrijeme.

## Vijesti o kraljevoj smrti
Povijesni izvori o kraljevoj smrti govore o događajima u Bosni prije pada pod Turke sačuvana je zadnja vijest od 29. svibnja 1463. i nalazi se u dubrovačkom arhivu Libri rogatorum. Tada je kraljev stric Radivoj Ostojić zamolio Dubrovačku Republiku da pošalje barut u Kreševo kako bi se Bosna branila od turske najezde. Radivoj je kasnije pogubljen s kraljem. Već 10. lipnja u Mletke je stigla prva vijest o mučeničkoj kraljevoj smrti. Tri dana kasnije mletačko vijeće obavijestilo je svojega admirala Alvisa Loredana o bosanskim stradanjima, a slijedeći je dan odaslalo papi izvještaj.
Primivši vijest o smaknuću kralja, papa Pavao II. dao je bulu cjelokupnom kršćanstvu u kojoj je obavijestio da je kralj u Bosni prijevarom predao Turcima koji su ga svojom rukom smaknuli. Poslije Papine bule povjesničari opisuju kraljevu smrt još užasnijom. 

### Članci
- Vukšić, Tomo. 2003. Papa Pio II. (1458.-1464.) i kralj Tomaš (1443.-1461.). Vrhbosnensia. Univerzitet u Sarajevu – Katolički bogoslovni fakultet. Sarajevo. 7 (2): 371–407

| Prethodnik Stjepan Tomaš | Bosanski kralj 1461. – 1463. | Nasljednik Osmansko razdoblje (Matija) |

| Prethodnik Stefan Branković | Srbijanski despot 1459. – 1459. | Nasljednik Osmansko razdoblje |